# Калузької Геологорозвідницької Партії (Перемишльський район)
Калузької Геологорозвідницької Партії (рос. Калужской Геолого-разведочной Партии) — село в Перемишльському районі Калузької області Російської Федерації.
Населення становить 30 осіб. Входить до складу муніципального утворення Село Калузька дослідна сільськогосподарська станція.

## Історія
Від 2004 року входить до складу муніципального утворення Село Калузька дослідна сільськогосподарська станція

## Населення
| 2002 | 2010 |
| ---- | ---- |
| 31   | ↘30  |